# Holubovské hadce
Přírodní rezervace Holubovské hadce je součástí chráněné krajinné oblasti Blanský les a nachází se v údolí Křemežského potoka mezi obcí Holubov a řekou Vltavou v okrese Český Krumlov. Rezervace byla vyhlášena v roce 1972 k ochraně komplexu reliktních hadcových borů a vegetace skalních štěrbin hadcových substrátů. Výměra rezervace je 15,54 hektaru.

## Geologie
Horninový podklad tvoří částečně serpentinizovaná ultrabazika (hadce), při okrajích rezervace pak ortoruly. Hadce obsahují vyšší množství hořčíku, niklu, chromu a kobaltu. Přeměnou a zvětráváním vzniká uhličitan hořečnatý, který je pro mnohé rostliny jedovatý.

## Flóra

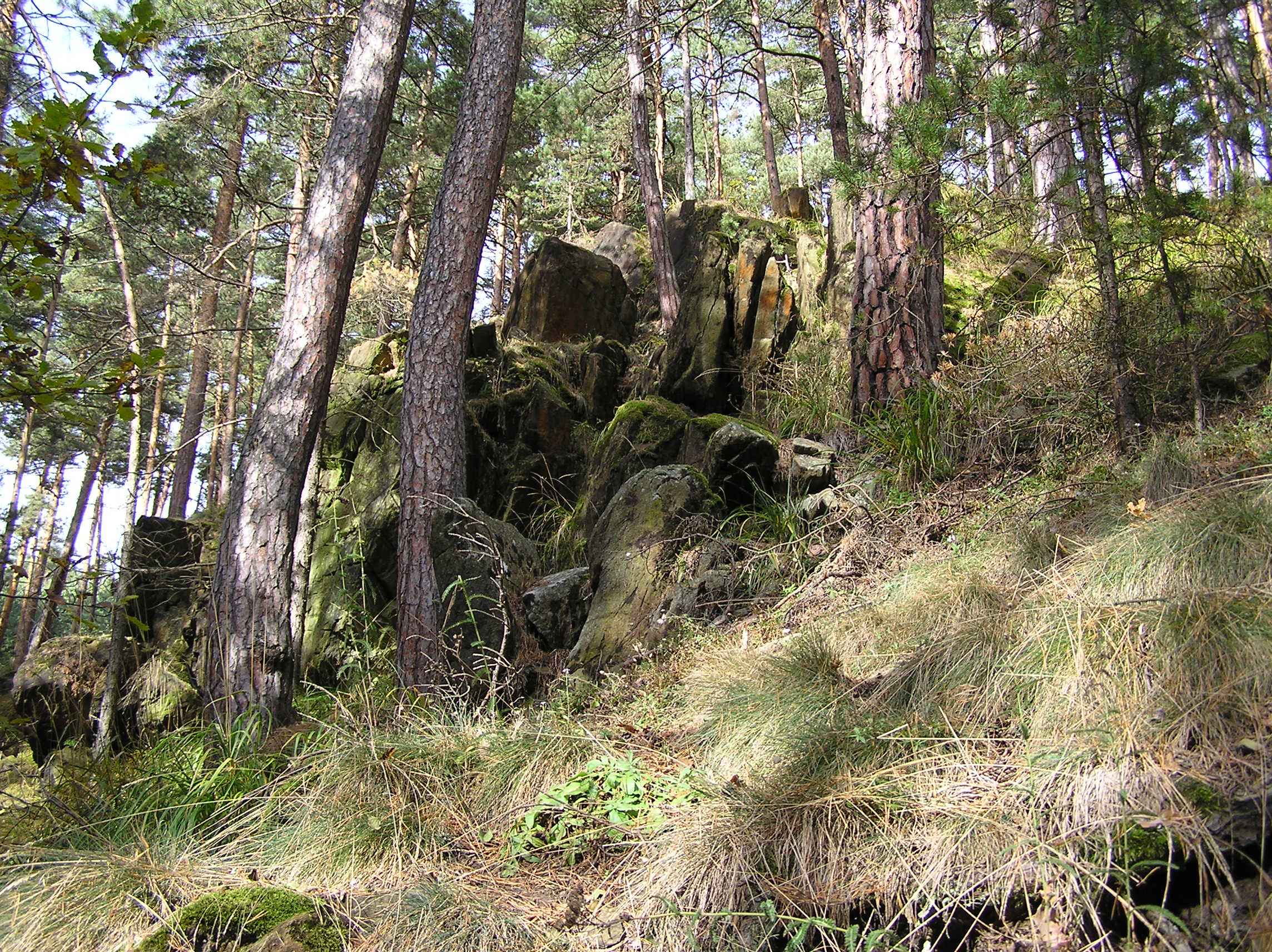
Skalní výchoz

Na jižních svazích převládají hadcové bory s množstvím teplomilných druhů v podrostu. Například kostřava ovčí (Festuca ovina), bezkolenec (Molinia caerulea agg.), válečka prapořitá (Brachypodium pinnatum), silenka nadmutá (Silene inflata), chrpa čekánek (Centaurea scabiosa), metlička křivolaká (Avenella flexuosa), vítod obecný (Polygala vulgaris), bělozářka větvitá (Anthericum ramosum), tomkovice jižní (Hierochlöe australis) aj. Na skalkách se roztroušeně vyskytuje silně ohrožený sleziník hadcový (Asplenium cuneifolium) a hvozdík kartouzek hadcový (Dianthus carthusianorum subsp. capillifrons).
Na severních svazích, které jsou mírnější a hadec nevystupuje až k povrchu, jsou hlubší a humóznější půdy, které pokrývají acidofilní bory. Ve stromovém patře uplatňuje i smrk ztepilý (Picea abies). V bylinném patře dominuje bezkolenec (Molinia caerulea agg.) nebo třtina rákosovitá (Calamagrostis arundinacea), vesměs zde chybějí teplomilnější druhy.
Na některých skalních výchozech jsou výrazná společenstva epilitických sinic, zvláště pak z rodů Stigonema, Tolypothrix. Tato společenstva jsou doplňována kokálními zástupci rodů Gloeocapsa, Gloeocapsopsis nebo Aphanocapsa.

## Fauna
Na Holubovských hadcích se také vyskytuje větší množství vzácných bezobratlých živočichů, z nichž můžeme jmenovat například plže závornatku drsnou (Clausilia dubia), která žije ve štěrbinách hadcových skalek a sklovatku rudou (Daudebardia rufa) z nivy Křemžského potoka. Dále střevlíky Carabus arcensis a Carabus convexus a dvoukřídlé pestřenky vrtule a puklice. Z obratlovců je významnější jen výskyt užovky hladké (Coronella austriaca).